# William Baziotes
William Baziotes (Pittsburgh, 11 giugno 1912 – New York, 6 giugno 1963) è stato un pittore statunitense, tra i maggiori esponenti dell'Espressionismo astratto.

## Biografia
Cresciuto a Reading, in Pennsylvania da genitori greci, la sua prima formazione artistica inizia nel 1933 alla National Academy of Design di New York, dove otterrà il diploma nel 1936. Dopo tre anni di studio, iniziò a dipingere paesaggi realistici e nature morte.
Dal 1936 al 1940, otterrà un lavoro presso il Federal Art Project, sezione Arti visive della Works Progress Administration, la maggiore agenzia del New Deal In questo periodo, i suoi lavori diventarono sempre meno realistici e più inclini al Cubismo di Picasso e di Mirò.
Negli anni quaranta conobbe molti esponenti della emergente corrente artistica dell'Espressionismo astratto. Nonostante con loro condividesse l'interesse per l'arte primitiva, i suoi lavori erano più orientati verso il Surrealismo europeo.
La sua prima mostra personale si tenne alla galleria di Peggy Guggenheim Art of This Century, nel 1944. Dal 1946 al 1958 espose regolarmente alla Kootz Gallery. Nel 1962 venne incluso nel gruppo di artisti esposti alla Sidney Janis Gallery Ten American Painters.
Nel 1948, insieme con David Hare, Robert Motherwell, e Mark Rothko, fondò a New York la Subjects of the Artist School, dove, tra le altre cose, si tenevano gruppi di discussione in cui artisti americani ed europei potevano confrontarsi e condividere interessi ed esperienze.
Nei dieci anni successivi insegnò alla Brooklyn Museum Art School, al People's Art Center del Museum of Modern Art dal 1950 al 1952, alla City University e Hunter College di New York dal 1952 al 1962 e alla New York University di Manhattan dal 1949 al 1952.
Insieme con la moglie Ethel Copstein, sposata nel 1941 e con cui condivideva l'amore per l'arte greca, la scultura e la poesia, in particolare quella di Charles Baudelaire, visse a Morningside Heights a nord di Manhattan.
Morì di cancro ai polmoni nel giugno 1963 all'età di 50 anni.
Tra i suoi più caratteristici lavori sono da citare Aquatic, Dusk e The Room, esposti al Guggenheim Museum di New York.

## Stile
Lo stile di Baziotes è profondamente influenzato dalla poesia dei Simbolisti, soprattutto di Baudelaire, e di colleghi quali Joan Miró, Sebastian Matta e Robert Motherwell. Il suo interesse verso la dimensione onirica e del subconscio si esprime attraverso la rappresentazione di forme biomorfiche irregolari sospese e galleggianti, dai colori vacui e dai bordi sfumati. Diversamente da alcuni colleghi, quali Clyfford Still e Ad Reinhardt, che si avvicinavano sempre più all'astrattismo geometrico, ben definito, rigido e monocromatico, Baziotes rimase fedele alle sue rappresentazioni poetiche e silenziose sospese su sfondi indefiniti che richiamavano i pensieri radicati nel più profondo subconscio. Dalle sue parole riportate in un numero del 1959 della rivista d'arte It Is:
«È quel che di misterioso ciò che amo dei miei quadri. La sospensione e il silenzio. Voglio che la mia pittura faccia effetto lentamente, che ossessioni e che perséguiti.»

## Esposizioni (selezione)
- 1936: Municipal Art Gallery, New York
- 1944: Peggy Guggenheim's Art of This Century Gallery (prima personale)
- 1948: Samuel M. Kootz Gallery, New York (personale)
- 1952: Cincinnati Art Museum, Cincinnati Modern Art Society, Cincinnati
- 1957: Contemporary Arts Museum, Houston
- 1965: Solomon R. Guggenheim Museum, New York (personale)
- 1973: National Gallery of Art, Washington
- 1978: Herbert F. Johnson Museum of Art, Ithaca, Newport Harbor Art Museum, Newport Beach (personale)
- 1984: Blum Helman Gallery, New York (personale)
- 1987: Richard Feigen Gallery, Chicago, Freedman Gallery, Albright College, Reading (personale)
- 1996: Joan T. Washburn Gallery, New York
- 2000: Greek State Museum of Contemporary Art, Salonicco
- 2000: Fundacion Juan March, Madrid
- 2001: Butler Institute of American Art, Youngstown (personale)
- 2004-2005: Peggy Guggenheim Collection, Venezia
- 2005: Musee d'Art Moderne et d'Art Contemporain, Nizza
- 2005: Museo Guggenheim de Arte Moderno y Contemporaneo, Bilbao
- 2008: Peggy Guggenheim Collection, Venezia